# Mako Mermaids: Syreny z Mako
Mako Mermaids: Syreny z Mako (ang. Mako Mermaids: Island of Secret, 2013–2016) – australijski serial telewizyjny wyprodukowany przy współpracy z Ten Network Australia oraz Nickelodeon Australia. Spin-off popularnego serialu H2O – wystarczy kropla.
Produkcja serialu ruszyła 8 maja 2012 roku i trwała do 12 października tego samego roku. Pierwszy sezon kosztował w sumie 12 mln dolarów australijskich.
Produkcja drugiego sezonu ruszyła w styczniu 2014 roku i trwała do lipca. Jego premiera odbyła się 13 lutego 2015.
26 listopada 2014 Screen Australia potwierdził realizację trzeciej, a zarazem ostatniej serii serialu. Jej produkcja rozpoczęła się 12 kwietnia 2015 roku i trwała do 17 lipca. Premiera odbyła się 15 maja 2016 roku.
Sezon 3 z polskim dubbingiem dostępny jest od 4 kwietnia 2023 na platformie Amazon Prime Video.

## Fabuła
Akcja serialu, podobnie jak w H2O – wystarczy kropla, rozgrywa się w mieście Gold Coast w Australii.
15-letni Zac wraz ze swym przyjacielem Camem wybierają się na biwak na Mako. Wyspa nadzorowana jest przez syreny. Dzień biwaku jest dniem pełni księżyca – przypadkowo Zac wpada do jeziorka poprzez tajemne przejście. Trzy syreny – Lyla, Nixie i Sirena mu pomagają. Następnego dnia odkrywa, że potrafi kontrolować wodę i staje się odpowiednikiem trytona. Sytuacja ta powoduje różnego rodzaju kłopoty dla syren, z którymi chłopak nawiązuje kontakt. One same są syrenami od narodzin i potrafią żyć tylko w wodzie. Za pomocą księżycowego pierścienia udaje im się uzyskać nogi. Z każdym krokiem oswajają się z lądem oraz uczą się chodzić i zachowywać jak normalny człowiek. Jednak by wszystko było w porządku, syreny muszą odebrać Zacowi moce zanim staną się potężniejsze.

## Bohaterowie

### Główni
- Zac Blakely (Chai Hansen) – 16-letni chłopak. Podczas biwaku wpadł do księżycowego jeziorka i zamienił się w trytona. Jest bratem Mimmi, a jego matką jest Nerissa, która rzuciła na niego zaklęcie odbierające mu moce trytona (zaklęcie to zostało złamane gdy Zac wpadł do księżycowego jeziorka).
- Mimmi (Allie Bertram) – syrena z północy. Jest piękna i bardzo inteligentna z nietypowymi i niebezpiecznymi mocami. Wraz z Ondiną zamierza odebrać Zacowi moce. Jest również jego siostrą. Pojawia się w drugim i trzecim sezonie.
- Ondina (Isabel Durant) – utalentowana i bardzo pewna siebie syrena, ale czasem potrafi być bardzo nieostrożna i uparta. Mimo to jest bardzo przydatna swoim przyjaciołom. Wraz z Mimmi zamierza odebrać Zacowi moce. Pojawia się w drugim i trzecim sezonie.
- Sirena (Amy Ruffle) – jedna z głównych bohaterek serialu, syrena. Jej najlepszymi przyjaciółkami są Lyla i Nixie. Sirena to osoba naiwna i bardzo ufna, która często podporządkowuje się innym. W drugim sezonie zaprzyjaźnia się z Ondiną i Mimmi. Sirena nie pojawia się w trzecim sezonie.
- Evie McLaren (Gemma Forsyth) – dziewczyna Zaca, ambitna, wyluzowana, wysportowana i wojownicza. Na początku pełna energii. Jednak gdy w życiu Zaca pojawiają się syreny, jej nastawienie nieco się zmienia. Prócz nauki w szkole pracuje w „Ocean Cafe”. W drugim sezonie przypadkiem zamienia się w syrenę podczas pełni, ale w trzecim sezonie znów staje się człowiekiem.
- Lyla (Lucy Fry) – jest zdeterminowaną i porywczą syreną. Na początku ma tylko jeden cel – wyruszyć na ląd, znaleźć Zaca i odebrać mu moce. Jednak nie wszystko idzie po jej myśli, gdyż po krótkim czasie zaczyna coś do niego czuć. Lyla nie pojawia się w drugim ani w trzecim sezonie.
- Nixie (Ivy Latimer) – ryzykowna i kochająca dobrą zabawę syrena, przez co często wpada w kłopoty. Ciekawi ją życie ludzi na lądzie. Nixie nie pojawia się w drugim ani w trzecim sezonie.
- Erik (Alex Cubis) – pojawia się w drugim sezonie jako nowy kelner w „Ocean Cafe”. Bardzo ciekawy Zaca i syren gdy tylko zauważa u nich nietypowe zdolności. Jest od urodzenia trytonem.
- Weilan (Linda Ngo) – syrena pochodząca z Chin, pojawia się w trzecim sezonie. Przez przypadek wprowadza do księżycowego jeziorka wodnego smoka. Od tego momentu wraz z Mimmi i Ondiną musi uratować wyspę i całe miasto.

### Drugoplanowi
- Cam Mitchell (Dominic Deutscher) – Cam jest najlepszym przyjacielem Zaca i pierwszą osobą, która dowiaduje się o jego zdolnościach. Początkowo próbuje znaleźć sposób, by wykorzystać sytuację dla zysku. W drugim sezonie zakochuje się z wzajemnością w Carly.
- Rita Santos (Kerith Atkinson) – Rita jest dyrektorką szkoły, do której uczęszcza Zac, a także syreną, która opuściła ławicę po tym jak zakochała się w mężczyźnie z lądu. Rita wydaje się twarda i stanowcza, lecz tak naprawdę jest to osoba pełna radości i ambicji. Jest zmuszana utrzymywać swoją tożsamość w tajemnicy przez co jej życie było i jest dosyć chaotyczne. Gdy w jej życiu pojawiły się trzy syreny, Rita postanowiła im pomóc, co świadczy o jej współczuciu.
- David (Rowan Hills) – słodki, uczciwy i zawsze chętny do pomocy chłopak. Pracuje w „Ocean Cafe”. Jest utalentowanym muzykiem. Zakochany z wzajemnością w Sirenie.
- Carly Morgan (Brooke Nichole Lee) – Carly jest najlepszą przyjaciółką Evie. Dziewczyna jest miła i życzliwa, zakochana w Davidzie, dlatego denerwuje się, gdy Sirena jest w pobliżu. Próbowała odbić jej chłopaka, ale zauważyła, że dla niego najważniejsza jest Sirena. W drugim sezonie zakochuje się z wzajemnością w Camie.
- Chris (Taylor Glockner) – chłopak pracujący w parku morskim. Z pomocą Mimmi, dostaje się do programu trenowania delfinów. Zakochany w Mimmi z wzajemnością. Pojawia się gościnnie w drugim sezonie, zaś w trzecim sezonie pojawia się w roli drugoplanowej.

## Obsada

### Główna obsada
| Postać       | Aktor         | Sezony       | Sezony      | Sezony      | Pierwszy odcinek    | Odcinki |
| Postać       | Aktor         | 1            | 2           | 3           | Pierwszy odcinek    | Odcinki |
| ------------ | ------------- | ------------ | ----------- | ----------- | ------------------- | ------- |
| Zac Blakely  | Chai Hansen   | Główna rola  | Główna rola | Główna rola | „Wygnańcy”          | 67      |
| Mimmi        | Allie Bertram |              | Główna rola | Główna rola | „Siódmy cykl”       | 42      |
| Ondina       | Isabel Durant |              | Główna rola | Główna rola | „Siódmy cykl”       | 42      |
| Evie McLaren | Gemma Forsyth | Drugoplanowo | Główna rola | Główna rola | „Wygnańcy”          | 61      |
| Sirena       | Amy Ruffle    | Główna rola  | Główna rola |             | „Wygnańcy”          | 52      |
| Lyla         | Lucy Fry      | Główna rola  |             |             | „Wygnańcy”          | 26      |
| Nixie        | Ivy Latimer   | Główna rola  |             |             | „Wygnańcy”          | 26      |
| Erik         | Alex Cubis    |              | Główna rola |             | „Siódmy cykl”       | 26      |
| Weilan       | Linda Ngo     |              |             | Główna rola | „Wizyta ze wschodu” | 16      |

### Drugoplanowa obsada
- Dominic Deutscher – Cam Mitchell
- Kerith Atkinson – Rita Santos
- Rowan Hills – David
- Brooke Nichole Lee – Carly Morgan
- Taylor Glockner – Chris (sezon 3, gościnnie w sezonie 2)

### W pozostałych rolach
- Jenna Rosenow – Aquata (sezon 1)
- John O’Brien – Rob Blakely
- Laura Keneally – Lauren Blakely
- Nick Wright – Joe
- Natalie O'Donnell – Veridia (sezony 2-3)
- Steve Harman – Doug McLaren (sezony 2-3)
- Barbara Lowing – pani Trumble (sezony 2-3)
- Paul Bishop – doktor Ross (sezony 2-3)
- Mikey Wulff – Karl (sezon 3)
- Summer Robertson – Ava (sezon 3)
- Milly Walton – Jewel (sezon 3)
- Emily Robinson – Amaris (sezon 3)
- Savannah Foran-McDaniel – Naia (sezon 3)
- Jon-Claire Lee – wujek Shen (sezon 3)
- Tasneem Roc – Nerissa (sezon 3)

### Gościnnie
- Cariba Heine – Rikki Chadwick[c] (sezon 3, odcinki 67-68)

## Wersja polska

### Pierwsza wersja (Disney Channel)
Wersja polska: SDI Media Polska
Reżyseria: Artur Kaczmarski
Dialogi:
- Anna Niedźwiecka (odc. 1-16),
- Stan Kielan (odc. 17-21),
- Elżbieta Pruśniewska (odc. 22-26),
- Zofia Jaworowska (odc. 27-52)

Dźwięk: Łukasz Fober
Montaż: Magdalena Waliszewska (odc. 2-5, 7-36)
W wersji polskiej udział wzięli:
- Weronika Asińska – Sirena
- Agata Góral – Nixie
- Izabela Markiewicz – Lyla
- Maciej Kosmala – Zac Blakely
- Sebastian Machalski – Cam Mitchell
- Marta Dobecka – Aquata (odc. 1, 21)
- Agnieszka Pawełkiewicz – Evie McLaren
- Aleksandra Kowalicka –
  - Maya (odc. 1),
  - Neptina (odc. 35)
- Józef Pawłowski – kelner (odc. 1)
- Beata Wyrąbkiewicz –
  - Rita Santos,
  - Klientka w Ocean Cafe #2 (odc. 28)
- Franciszek Boberek – David
- Katarzyna Tatarak – Lauren Blakely, mama Zaca (odc. 2, 5, 7, 14, 17, 20, 28, 30, 40)
- Paweł Wiśniewski – Doktor Rob Blakely, tata Zaca (odc. 2, 5, 7, 14, 17, 19, 28, 30, 33, 40)
- Julia Kołakowska-Bytner –
  - Carly Morgan,
  - Klientka w Ocean Cafe #1 (odc. 28),
  - Jedna z członkiń rady syren (odc. 35)
- Marta Dylewska – Ondina
- Paweł Krucz –
  - Erik,
  - David (jedna kwestia w odc. 32)
- Olga Kalicka –
  - Mimmi,
  - Carly Morgan (jedna kwestia w odc. 45)

W pozostałych rolach:
- Artur Kaczmarski –
  - Głos w budziku Zaca (odc. 2),
  - Prezenter wiadomości (odc. 5)
- Krzysztof Cybiński – Mike (odc. 2)
- Kamil Kula –
  - Klient w Ocean Cafe (odc. 2),
  - Uczeń (odc. 3),
  - Serwisant (odc. 4),
  - Joe (odc. 6, 20),
  - Jeden z turystów (odc. 31)
- Zofia Modej – Dziewczynka (odc. 2)
- Bożena Furczyk –
  - Matka topiącej się dziewczynki (odc. 2),
  - Sprzedawczyni w sklepie z butami (odc. 4)
- Grzegorz Kwiecień –
  - Nauczyciel biologii (odc. 3),
  - Nauczyciel chemii (odc. 20),
  - Klient w Ocean Cafe (odc. 31),
  - Kev (odc. 38),
  - Luca (odc. 40)
- Agnieszka Fajlhauer –
  - Hannah (odc. 7),
  - Mama Bena (odc. 11)
- Krzysztof Szczepaniak –
  - Jeden z gości na imprezie (odc. 7),
  - Tata Bena (odc. 11)
- Jan Kaczmarski – Ben (odc. 11)
- Olga Omeljaniec – Anna (odc. 14)
- Karolina Kalina – Hannah (odc. 15)
- Miłogost Reczek – Policjant (odc. 16)
- Piotr Bajtlik – Chłopak na plaży (odc. 22)
- Agnieszka Kunikowska –
  - Veridia (odc. 27-28, 32, 35, 37, 39-40, 47, 49, 52),
  - Mama chłopca (odc. 32),
  - Pracowniczka parku morskiego (odc. 49),
  - Tłum ludzi w parku morskim (odc. 49),
  - Mama Patty (odc. 49)
- Maksymilian Bogumił –
  - Chris,
  - Gabe (odc. 27, 40),
  - Kajakarz (odc. 44)
- Waldemar Barwiński –
  - Doug McLaren, tata Evie (odc. 31, 36, 38, 45, 50-51),
  - Pracownik parku morskiego (odc. 49),
  - Tłum ludzi w parku morskim (odc. 49)
- Jakub Szydłowski –
  - Mick (odc. 32, 36),
  - Dostawca na przystani #1 (odc. 36)
- Bernard Lewandowski – Ned (odc. 32)
- Karol Jankiewicz –
  - Spiker radiowy (odc. 32),
  - Gavin (odc. 35),
  - Tłum ludzi w Ocean Cafe (odc. 36)
- Mateusz Narloch –
  - Głos jednego z uczniów (odc. 34),
  - Dostawca na przystani #2 (odc. 36),
  - Joe (odc. 36, 38)
- Katarzyna Kozak – Pani Trumble (odc. 34)
- Wiktoria Gąsiewska – Neppy (odc. 35)
- Jacek Król – Doktor Ross (odc. 37, 46)
- Maksymilian Bogumił –
  - Chris,
  - Gabe (odc. 40),
  - Kajakarz (odc. 44)
- Paweł Szczesny – Trener Norris (odc. 41)
- Karolina Bacia – Jodie (odc. 41)
- Kamil Pruban – Nauczyciel Pan Johnson (odc. 44)
- Matylda Kaczmarska – Patty (odc. 49)
- Joanna Pach-Żbikowska –
  - Tłum ludzi w parku morskim (odc. 49),
  - Megan (odc. 49, 50)
- Robert Tondera – Tłum ludzi w parku morskim (odc. 49)

i inni
Lektor: Artur Kaczmarski

### Druga wersja (Netflix/Amazon Prime Video)

#### Odcinki 1-26
Wersja polska: SDI Media Polska
Reżyseria:
- Artur Kaczmarski (odc. 1-15, 21-26),
- Agnieszka Zwolińska (odc. 16-20)

Dialogi: Elżbieta Pruśniewska
Wystąpili:
- Weronika Asińska – Sirena
- Agata Góral – Nixie
- Izabela Markiewicz – Lyla
- Maciej Kosmala – Zac Blakely
- Sebastian Machalski – Cam Mitchell
- Katarzyna Ucherska – Aquata (odc. 1, 11)
- Marta Dobecka – Aquata (odc. 21)
- Justyna Kowalska – Evie McLaren
- Karolina Bacia – Maya (odc. 1)
- Beata Wyrąbkiewicz – Rita Santos
- Franciszek Boberek – David
- Katarzyna Tatarak – Lauren Blakely, mama Zaca (odc. 2, 5, 7, 14, 17, 20)
- Paweł Wiśniewski – Doktor Rob Blakely, tata Zaca (odc. 2, 5, 7, 14, 17, 19)
- Julia Kołakowska-Bytner – Carly Morgan

W pozostałych rolach:
- Józef Pawłowski – Mężczyzna (odc. 1)
- Artur Kaczmarski –
  - Alarm (odc. 2),
  - Prezenter wiadomości (odc. 5)
- Krzysztof Cybiński – Mick (odc. 2)
- Kamil Kula –
  - Chłopiec (odc. 2-3),
  - Joe (odc. 6, 20)
- Zofia Modej – Dziewczynka (odc. 2)
- Bożena Furczyk –
  - Matka (odc. 2),
  - Pani kierownik (odc. 4)
- Grzegorz Kwiecień – Nauczyciel (odc. 3, 20)
- Przemysław Glapiński – Serwisant (odc. 4)
- Agnieszka Fajlhauer –
  - Hannah (odc. 7),
  - Mama Bena (odc. 11)
- Krzysztof Szczepaniak –
  - Chłopak (odc. 7),
  - Tata Bena (odc. 11)
- Igor Borecki – Ben (odc. 11)
- Olga Omeljaniec – Anna (odc. 14)

i inni.

#### Odcinki 53-68
Wersja polska: SDI MEDIA POLSKA
Reżyseria: 
- Joanna Węgrzynowska-Cybińska
- Artur Kaczmarski (odc. 64-68)

Dialogi: Elżbieta Pruśniewska
W wersji polskiej udział wzięli:
- Marta Dylewska-Kocięcka – Ondina
- Kim Grygierzec – Evie
- Olga Kalicka – Mimmi
- Milena Staszuk-Kozak – Weilan
- Maksymilian Bogumił – Chris
- Maciej Kosmala – Zac Blakely
- Sebastian Machalski – Cam

W pozostałych rolach:
- Franciszek Boberek – David
- Julia Kołakowska-Bytner – Carly
- Beata Wyrąbkiewicz – Rita
- Olga Cybińska – Amaris (odc. 53, 54, 63, 66)
- Agnieszka Kunikowska – Veridia (odc. 53, 60, 66, 68)
- Bartosz Bednarski – Karl (odc. 54, 58, 63-64, 67)
- Jacek Król – Doktor Ross (odc. 54, 58)
- Katarzyna Tatarak – Pani Blakely (odc. 55, 62, 66)
- Waldemar Barwiński – Doug  (odc. 56, 61-62)
- Janusz Zadura – Wujek Shen (odc. 57, 61, 67-68)
- Zofia Nowakowska – Rikki Chadwick (odc. 67-68)
- Joanna Sokołowska – Reporterka (odc. 67)
- Alicja Warchocka
- Paweł Szymański

i inni.
Lektor: Artur Kaczmarski

## Przegląd sezonów
| Sezon | Sezon | Odcinki | Odcinki          | Premiera w streamingu             | Premiera w streamingu                                                            | Premiera telewizyjna                                         | Premiera telewizyjna                                         | Premiera telewizyjna                        | Premiera telewizyjna                        |
| Sezon | Sezon | Odcinki | Odcinki          | Data dostępu na świecie (Netflix) | Data dostępu w Polsce (Netflix Polska - sezony 1-3, Amazon Prime Video - sezon 3 | Pierwsza emisja Network Ten (odc. 1-15), Eleven (odc. 16-68) | Pierwsza emisja Network Ten (odc. 1-15), Eleven (odc. 16-68) | Pierwsza emisja Disney Channel (sezony 1-2) | Pierwsza emisja Disney Channel (sezony 1-2) |
| Sezon | Sezon | Odcinki | Odcinki          | Data dostępu na świecie (Netflix) | Data dostępu w Polsce (Netflix Polska - sezony 1-3, Amazon Prime Video - sezon 3 | Premiera                                                     | Finał                                                        | Premiera                                    | Finał                                       |
| ----- | ----- | ------- | ---------------- | --------------------------------- | -------------------------------------------------------------------------------- | ------------------------------------------------------------ | ------------------------------------------------------------ | ------------------------------------------- | ------------------------------------------- |
|       | 1     | 26      | 13               | 26 lipca 2013                     | 7 lipca 2017                                                                     | 26 lipca 2013                                                | 14 stycznia 2014                                             | 31 grudnia 2013                             | 28 września 2014                            |
| 13    | 1     | 26      | 15 września 2013 |                                   | 7 lipca 2017                                                                     | 26 lipca 2013                                                | 14 stycznia 2014                                             | 31 grudnia 2013                             | 28 września 2014                            |
|       | 2     | 26      | 13               | 13 lutego 2015                    | 24 lipca 2017                                                                    | 15 lutego 2015                                               | 9 sierpnia 2015                                              | 31 maja 2015                                | 22 listopada 2015                           |
| 13    | 2     | 26      | 29 maja 2015     |                                   | 24 lipca 2017                                                                    | 15 lutego 2015                                               | 9 sierpnia 2015                                              | 31 maja 2015                                | 22 listopada 2015                           |
|       | 3     | 16      | 16               | 27 maja 2016                      | 24 lutego 20214 kwietnia 2023                                                    | 15 maja 2016                                                 | 28 sierpnia 2016                                             | nieemitowany                                | nieemitowany                                |

## Tytuł
Początkowo serial był zapowiadany jako Mako: Island of Secrets, później jako Secret of Mako Island. Ostatecznie wydany został jako Mako Mermaids. Jednakże w krajach anglojęzycznych serial posiada różne tytuły. W Australii pozostała pierwotna nazwa – Mako: Island of Secrets, w Stanach Zjednoczonych: Mako Mermaids: An H2O Adventure, a w Wielkiej Brytanii jest to Mako Mermaids.